# Rechtspädagogik
Die von der Cottbusser Jugendrichterin Sigrun von Hasseln-Grindel zu Anfang der 1990er Jahre begründete Rechtspädagogik bedeutet in deren Definition Rechtserziehungswissenschaft oder Lehre darüber, wie dem Menschen die Prinzipien und die davon abzuleitenden Regelungen des Zusammenlebens am effektivsten zu vermitteln sind und er motiviert werden kann, diese freiwillig einzuhalten.

## Begründung
Rechtspädagogik bietet eine Chance, mit dem Lernen von Normen zumeist auch gleich einen ethisch-moralischen Grundstandard verinnerlichen zu können. Es handelt sich dabei um Lehrangebote, die präventiv jungen Menschen außerhalb des Pflichtunterrichts gezeigt werden.
Rechtspädagogen sind Juristen mit pädagogischer oder Pädagogen mit juristischer Zusatzausbildung. Nichtjuristen dürfen aber nur solche Rechtsinhalte vermitteln, die sie in ihrer beruflichen Funktion vertreten, Z. B. ein Sozialamtsmitarbeiter das Sozialrecht oder eine Fachkraft aus der Jugendhilfe das SGB VIII.
Die Rechtspädagogik bezweckt eine ganzheitliche, (gewalt-)präventive Erziehung und Werteschulung sowie ein tolerantes Zusammenleben ohne Delinquenz in der modernen, multikulturellen und demokratischen Gesellschaft des 20. und 21. Jahrhunderts.
Die Gruppe um von Hasseln-Grindel bemüht sich zurzeit um die Implementierung des Begriffs „Human Law“ als fremdsprachliches Synonym für Rechtspädagogik.

## Verbreitung
Die Rechtspädagogik nach Sigrun von Hasseln-Grindel kommt in als Demokratieschulen ausgerichteten Jugendrechtshäusern unmittelbar zur Geltung.
Sigrun von Hasseln-Grindel leitete im WS 11/12 im Wahlpflichtfach „Rechtswissenschaften“ an der Brandenburgischen Technischen Universität Cottbus ein Seminar zum Thema.
Dariusz Schmidt, Dozent an der Universität Warschau, zeigt dort ein Lehrfach Rechtspädagogik.

## Ähnliche Konzepte
Auch die Curricula des Sozialpädagogischen Instituts Berlin (SPI) haben entsprechende Inhalte. Die dort angesiedelte Programmagentur Rechtskundepaket ist zuständig für die landesweite Organisation der Umsetzung von Schulprojektwochen, die nach dem Konzept „Recht aufschlussreich“ der Landeskommission gegen Gewalt Berlin durchgeführt werden.
Ein Vorläufer ist das Angebot von Manfred Günther, der über die Jugendberatungsstelle und Jugendrechtsberatung der Jugendberatung JOKER von 1984 bis 2000 jährlich in allen 9. Schulklassen von Berlin-Wilmersdorf einen entsprechenden Unterricht einbrachte. Parallel orientierte der Pädagogische Psychologe und Mediator an ca. 800 Abenden ratsuchende Jugendliche, immer zusammen mit einem Rechtsanwalt in Rechtsfragen aller Art.
Rechtskundeunterricht wird auch z. T. in den Schulen Nordrhein-Westfalens angeboten.